# Heliura assimilis
Heliura assimilis är en fjärilsart som beskrevs av Rothschild 1912. Heliura assimilis ingår i släktet Heliura och familjen björnspinnare. Inga underarter finns listade i Catalogue of Life.